# Seznam programátorů
Tato stránka obsahuje seznam programátorů, kteří jsou známí svou prací v oblasti software, buďto jako autoři originálních myšlenek nebo architektury počítačových programů, anebo díky doplňkům, opravám a vylepšením v pozdějším vývoji.

## A
- Clifford Adams – wiki-systém UseModWiki

## B
- Brian Behlendorf – Apache
- Richard Brodie – Microsoft Word

## C
- John Carmack – Wolfenstein 3D, Doom, Quake
- Alan Cox – AberMUD, vývojář Linuxového jádra

## E
- Eric Allman – sendmail, syslog

## F
- Martin Fowler – propagátor refaktorování zdrojového kódu, UML a návrhových vzorů.

## G
- Bill Gates – Microsoft
- James Gosling – návrh jazyka a platformy Platforma Java, též původní verze editoru Emacs pro Unix

## I
- Miguel de Icaza – spolu-autor Mono, GNOME atd.

## K
- Brian Kernighan – AWK
- Donald Ervin Knuth – TeX, The Art of Computer Programming

## L
- Rasmus Lerdorf – původní tvůrce jazyka PHP
- Jochen Liedtke – tvůrce originálního kernelu L4
- Ada Lovelace – první programátor(ka), popis mechanického počítače Charlese Babbageho

## M
- Sid Meier – autor mnoha strategií (Civilizace)
- Federico Mena – spolu-autor Mono, GNOME
- Andrew Morton – vývojář linuxového jádra

## O
- John Ousterhout – programovací jazyk Tcl, widget toolkit Tk (framework)
- Taylor Otwell - webový framework Laravel

## P
- Charles Petzold – autor mnoha publikací o programováni ve Windows

## R
- Dennis Ritchie – C, Unix
- Guido van Rossum – autor jazyka Python

## S
- Richard Stallman – Emacs, GCC, GDB, zakladatel GNU projektu

## T
- Ken Thompson – Unix, B (předchůdce programovacího jazyka C), programovací jazyk Bon a Go, spoluautor znakové sady UTF-8
- Linus Torvalds – autor originálního jádra Linuxu

## W
- Larry Wall – Perl, patch
- Niklaus Wirth – Pascal

## Z
- Jamie Zawinski – Lucid Emacs, Netscape Navigator, Mozilla, XScreensaver